# Кавказский мраморный хрущ
Кавказский мраморный хрущ, или закавказский мраморный хрущ (лат. Polyphylla olivieri) — вид пластинчатоусых жуков. Распространён по всему Закавказью, в Греции, по всей Средней Азии до турецкой Армении (включительно), в Сирии и Иране. Длина тела имаго 30—37,8 мм; ширина — 14,2—18,5 мм. Имаго чёрные или буровато-чёрные; голова и переднеспинка с жёлтым, щиток и надкрылья с белым чешуйчатым рисунком; булава усиков чёрно-бурая. Обитают на плотных почвах (в противоположность мраморному хрущу (Polyphylla fullo), обитающему на песках), а именно на глинистых почвах, на продуктах выветривания известняков и т. д. Жуки летают в сумерках, после захода солнца; днём жуки прячутся в почве.